# The Quest (album de Yes)
 (janvier 2022).
Le contenu est difficilement compréhensible vu les erreurs de traduction, qui sont peut-être dues à l'utilisation d'un logiciel de traduction automatique.
 (janvier 2022).
La mise en forme du texte ne suit pas les recommandations de Wikipédia : il faut le « wikifier ».
Les points d'amélioration suivants sont les cas les plus fréquents :
- Les titres sont pré-formatés par le logiciel. Ils ne sont ni en capitales, ni en gras.
- Le texte ne doit pas être écrit en capitales (les noms de famille non plus), ni en gras, ni en italique, ni en « petit »…
- Le gras n'est utilisé que pour surligner le titre de l'article dans l'introduction, une seule fois.
- L'italique est rarement utilisé : mots en langue étrangère, titres d'œuvres, noms de bateaux, etc.
- Les citations ne sont pas en italique mais en corps de texte normal. Elles sont entourées par des guillemets français : « et ».
- Les listes à puces sont à éviter, des paragraphes rédigés étant largement préférés. Les tableaux sont à réserver à la présentation de données structurées (résultats, etc.).
- Les appels de note de bas de page (petits chiffres en exposant, introduits par l'outil «  Source ») sont à placer entre la fin de phrase et le point final[comme ça].
- Les liens internes (vers d'autres articles de Wikipédia) sont à choisir avec parcimonie. Créez des liens vers des articles approfondissant le sujet. Les termes génériques sans rapport avec le sujet sont à éviter, ainsi que les répétitions de liens vers un même terme.
- Les liens externes sont à placer uniquement dans une section « Liens externes », à la fin de l'article. Ces liens sont à choisir avec parcimonie suivant les règles définies. Si un lien sert de source à l'article, son insertion dans le texte est à faire par les notes de bas de page.
- La présentation des références doit suivre les conventions bibliographiques. Il est recommandé d'utiliser les modèles {{Ouvrage}}, {{Chapitre}}, {{Article}}, {{Lien web}} et/ou {{Bibliographie}}. Le mode d'édition visuel peut mettre en forme automatiquement les références.
- Insérer une infobox (cadre d'informations à droite) n'est pas obligatoire pour parachever la mise en page.

Pour une aide détaillée, merci de consulter Aide:Wikification.
Si vous pensez que ces points ont été résolus, vous pouvez retirer ce bandeau et améliorer la mise en forme d'un autre article.
Pour les articles homonymes, voir The Quest.
Albums de Yes
The Royal Affair Tour: Live from Las Vegas
(2020) Mirror to the Sky
(2023)
Singles
1. The Ice Bridge
Sortie : 23 juillet 2021
2. Dare to Know
Sortie : 1 septembre 2021
3. Future Memories
Sortie : 15 octobre 2021

The Quest est le vingt-deuxième album studio du groupe de rock progressif britannique Yes, sorti le 1er octobre 2021. Produit par le guitariste Steve Howe, cet album marque le retour de Billy Sherwood. Ce dernier n'avait pas collaboré avec Yes depuis 1999 et l'album The Ladder (où il joue la guitare). Il remplace ici le bassiste fondateur Chris Squire, mort en 2015. Autre spécificité : il s'agit du premier album à n'impliquer aucun membre de la formation originelle du groupe.
En juillet 2019, après ses dates de concert, Yes commence à travailler sur de nouveaux morceaux. En mars 2020, la pandémie de Covid-19 entraîne l'annulation de toutes les représentations à venir et permet au groupe de se concentrer sur le prochain album. Les chansons composées et arrangées, l'enregistrement a lieu en Californie et en Angleterre. Les arrangements orchestraux réalisés par Paul K. Joyce sont interprétés par l'orchestre FAMES en Macédoine du Nord. Chanteur du groupe, Jon Davison écrit les paroles de la plupart des chansons, évoquant des thèmes tels que l'espoir, l'optimisme et les problématiques environnementales.
The Quest paraît sous plusieurs formats : CD, long play, Blu-Ray ainsi que dématériel sur les plates-formes de streaming. L'album culmine à la 20e place du UK Albums Chart, se classe en tête du UK Rock and Metal Chart, et reçoit des critiques globalement positives, notamment au regard de la production ainsi que de la progression du groupe par rapport au précédent album Heaven & Earth (2014). Certains déplorent toutefois l'absence de chansons uniques ou singulières.

## Historique
En juillet 2019, la formation Yes de Steve Howe, Alan White, Geoff Downes, Jon Davison et Billy Sherwood, avec le deuxième batteur invité Jay Schellen, a terminé sa tournée Royal Affair Tour de 28 dates, qui a vu le groupe en tête d'affiche d'un voyage organisé. à travers les États-Unis qui comprenait des performances d'Asia, de John Lodge et de ELP's Legacy de Carl Palmer avec Arthur Brown au chant. À cette époque, le cofondateur d'InsideOut Music, Thomas Waber, a demandé au groupe s'il était prêt à faire un nouvel album studio. Yes avait prévu de reprendre la tournée à partir de mars 2020, poursuivant sa tournée de la série d'albums avec Relayer (1974) réalisée dans son intégralité, mais elle a été reportée à 2021, puis à 2022, en raison de la pandémie et du confinement de COVID-19 qui ont suivi,. La situation a présenté l'opportunité pour le groupe de travailler sur un nouvel album, leur premier depuis Heaven & Earth (2014). Il s'agit du premier album de Yes à impliquer Sherwood depuis The Ladder (1999), ce dernier a remplacé le bassiste d'origine Chris Squire après sa mort en 2015, et le premier sans aucun membre fondateur.

## Écriture et enregistrement
Yes a commencé à écrire pour l'album en novembre 2019, un mois avant l'épidémie de COVID-19, le reste étant assemblé l'année suivante. Howe était devenu de plus en plus mécontent d'enregistrer avec des producteurs externes qui parfois "ne savaient pas vraiment ce qu'était ce groupe", et s'est proposé de produire l'album, ce qui a été convenu. Comme le groupe n'a pas pu se réunir, ils ont développé des chansons en échangeant des idées en ligne qui ont été gérées et stockées au Curtis Schwartz Studio à Ardingly, West Sussex, propriété de Curtis Schwartz, l'ingénieur et mixeur de l'album. Howe a déclaré qu'il y avait "beaucoup de créativité" dans les idées que le groupe avait présentées et voulait que l'album soit différent de ce que Yes avait fait auparavant,. Davison voulait soutenir Howe en particulier lors de la réalisation de l'album et "le laisser vraiment briller". Un scénario typique impliquait qu'un membre contribue à une section instrumentale pour un morceau, que Davison prendrait ensuite et développerait des lignes vocales et des idées lyriques. Davison a préféré écrire de cette manière car cela lui permettait de travailler dans son propre studio à son propre rythme, par opposition à la pression de travailler "sous pression" dans un établissement professionnel. Howe a ensuite passé au crible ce qui avait été déposé, mais il a été inspiré pour écrire sur la vie, son destin et l'environnementalisme, et a remarqué que Howe avait présenté, suggérant des pièces qui devaient être développées ou mises au rebut. Davison n'avait pas d'agenda prédéterminé avec ses textes ni d'idées lyriques sur des sujets similaires. Howe a abordé le processus d'écriture avec prudence, ce qu'il avait également fait pour Fly from Here (2011) et Heaven & Earth, pour s'assurer que les chansons étaient entièrement arrangées et à la satisfaction de tous les membres avant l'enregistrement. "Dare to Know" a été enregistré entre 2019 et 2020, où les membres de Yes ont échangé des idées à distance pendant la pandémie de COVID-19,. Fin 2019, Yes avait mis en place "Damaged World" et "Future Memories".
L'album a été enregistré dans deux lieux principaux en 2020 et 2021; White et Sherwood ont d'abord enregistré leurs parties respectives de batterie et de basse aux studios de répétition Uncle à Van Nuys, en Californie, et Schellen a contribué aux percussions. Après avoir partagé les fichiers d'enregistrement avec le groupe en ligne, et une fois que les restrictions de COVID-19 ont commencé à se relâcher, Davison s'est rendu en Angleterre pour rejoindre Downes et Howe au Curtis Schwartz Studio, où l'album a été achevé,. The Quest présente des arrangements orchestraux qui, selon Howe, devaient "augmenter et améliorer le son global", après que l'idée d'en utiliser un lui ait plu,. Downes a estimé que l'orchestre complétait ses parties de clavier au lieu d'être une situation "moi contre eux". Yes avait déjà utilisé un orchestre sur deux autres albums studio, Time and a Word (1970) et Magnification (2001). Les parties ont été écrites par le compositeur et arrangeur anglais Paul Joyce, un fan de longue date du groupe qui avait produit des orchestrations pour l'album solo de Howe, Time (2012). Joyce a arrangé une partition complète pour un orchestre de 47 musiciens qui a été interprétée par le FAMES Studio Orchestra à Skopje, en Macédoine du Nord, avec le chef d'orchestre Oleg Kondratenko. Schwartz et Howe ont mixé l'album en mars 2021.
InsideOut Music a suggéré que l'album devrait durer moins de 50 minutes, et le groupe a sélectionné huit pistes dans l'ordre de passage final. Le label a ensuite suggéré qu'un deuxième disque de chansons supplémentaires enregistrées pendant les sessions soit ajouté, alors Yes a choisi trois pièces qui, selon Howe, étaient des "morceaux de réserve de haute qualité" et n'étaient pas nécessairement celles qu'ils auraient supprimées. Il a ajouté que la configuration à deux disques de l'album n'est pas strictement un double album complet, mais "une deuxième partie de l'histoire". La chanson Mystery Tour est clairement un hommage du groupe aux Beatles, sur laquelle les prénoms des quatre musiciens (ainsi que celui de Brain Epstein leur gérant), sont mentionnés. Il faut se rappeler que Yes a toujours été influencé par les Beatles et leurs harmonies vocales, ls ont même repris une de leur chanson sur le premier album Yes, soit Every Little Thing en 1969.

## Parution
The Quest a été annoncé sur le site officiel du groupe, YesWorld, le 7 juillet 2021, révélant la liste des morceaux, les illustrations et la date de sortie prévue. The Quest a été prévu pour une sortie en cinq versions différentes : un digipak 2CD, un coffret deluxe en édition limitée contenant 2LPs, 2CDs et un Blu-ray Disc, un artbook 2CD et Blu-ray Disc en édition limitée, un LP gatefold sleeve et 2 -Coffret CD avec livret, et sur diverses plateformes numériques. "The Ice Bridge" est sorti en single numérique le 23 juillet 2021, comprenant une vidéo YouTube avec les paroles et les illustrations de Dean. Une vidéo de style similaire a accompagné la sortie de "Dare to Know" le 1er septembre 2021.
L'album a culminé au numéro 20 lors de sa première semaine sur le UK Albums Chart.

## Réception
Daniel Willis du magazine RIFF a noté l'album 6 sur 10. Il pensait que bien que l'album soit une "classe de maître en rock progressif, il conserve le même son non seulement en lui-même mais depuis les succès les plus connus du groupe" des années 1970. Il a choisi "The Ice Bridge", "Dare to Know" et "Mystery Tour" comme des chansons distinctes qui se démarquent des autres, qui sont "lourdes et cinématographiques, légères sur les crochets et les riffs, sans refrains qui s'attarderont dans ta tête". Geoff Bailie de The Prog Report a déclaré que l'album "ressemble au travail d'une nouvelle formation, avec une nouvelle approche" et a fait l'éloge des "textures de guitare magnifiquement riches" de Howe tout au long. Il pensait que les trois pistes bonus étaient des chansons qui "ne correspondent pas vraiment", mais a noté que la séquence faisait couler l'album. Sonic Perspectives a attribué à The Quest une note de 8,4 sur 10, ce qui l'a classé comme "Excellent". Dans sa critique mitigée, Scott Medina a classé sa production et sa musicalité comme les mesures les plus solides, mais des scores inférieurs pour l'écriture et l'originalité. Il a salué la décision d'affecter Howe en tant que producteur, bien qu'il ait dit que "plus de feu" dans l'écriture "catapulterait cela d'un effort décent à un grand". Malgré cela, Medina considérait l'album comme une amélioration par rapport à Heaven & Earth, leur précédant album.
Le critique d'Ultimate Classic Rock , Michael Gallucci, a écrit qu'avec The Quest , le groupe "plonge à nouveau dans la piscine de la nostalgie" et "passe par des mouvements familiers". Bien qu'il ait dit que l'album "commence au bon endroit" avec "The Ice Bridge" et "Dare to Know" sonnant comme du "Yes classique", il commence à devenir "encore plus sérieux et métaphysique dans ses réflexions" avec "Minus The Man" et "Future Memories". Gallucci a résumé que l'album est "passé en arrière" et suit "un chemin bien usé", mais a fait l'éloge des solos et en particulier de "A Living Island". Dans une critique pour Classic Rock , Geoff Barton a attribué à The Quest trois étoiles sur cinq. Il a écrit que malgré une ouverture forte, l'album "tourne mal" car plusieurs morceaux sont soudainement ponctués par l'orchestre avant "de s'éteindre aussitôt". Le reste de l'album "devient de plus en plus nul et sans défi", avec un manque de drame dans les chansons. Barton a résumé l'album comme "un sac mélangé". Le magazine Glide a publié une critique mitigée d'Andrew Kenney. Il a fait valoir que Sherwood s'était avéré être un remplaçant compétent pour Squire sur scène, et ses "lignes de basse et nuances aiguës" fournissent une bonne base à Howe et Downes pour se concentrer sur leurs instruments respectifs. Il a fait l'éloge de la batterie "claire et nette" de White et des harmonies vocales sur "Minus the Man" malgré le fait que le morceau soit "un peu un tueur d'élan". Kenney a salué "Leave Well Alone" comme "un vrai classique de Yes en devenir" et "The Western Edge" un point culminant de l'album, même si malgré "A Living Island" le morceau le moins "Yes", c'est aussi un moment fort . Il pensait que le deuxième disque manquait de "punch et de qualité" de l'ensemble principal, mais la moitié de l'album "méritait une rotation live régulière".

## Accusation de plagiat (2024)
Le 13 novembre 2024, le musicien Riz Story dépose une plainte à Los Angeles pour violation de droits d'auteur : il accuse le guitariste Steve Howe et le chanteur Jon Davison d'avoir plagié sa chanson Reunion dans le titre Dare to Know de cet album.

## Titres

### CD 1
- 1. The Ice Bridge Jon Davison, Francis Monkman, Geoff Downes 7:01
  - a) Eyes East
  - b) Race Against Time
  - c) Interaction
- 2. Dare to Know Steve Howe 6:00
- 3. Minus the Man Davison, Billy Sherwood 5:35
- 4. Leave Well Alone Howe 8:06
  - a) Across the Border
  - b) Not for Nothing
  - c) Wheels
- 5 The Western Edge Davison, Sherwood 4:26
- 6 Future Memories Davison 5:08
- 7 Music to My Ears Howe 4:41
- 8. A Living Island Davison, Downes 6:52
  - a) Brave the Storm
  - b) Wake Up
  - c) We Will Remember

Durée totale :47:49

### CD 2
1. Sister Sleeping Soul Davison, Howe 4:51
2. Mystery Tour Howe 3:33
3. Damaged World Howe 5:20

Durée totale :13:44

## Musiciens

### Yes
- Jon Davison : chant (1, 3, 5, 6, 8–10), duo vocal (2, 4, 7, 11), guitare Fender F-310-12 (6), guitare rythmique Martin D-28 acoustique (11)
- Steve Howe : guitares [Gibson J-15 acoustique (1), Gibson Les Paul Roland (1, 8), Gibson Les Paul Junior (2), Gibson ES-175D (2, 4, 7, 11), Gibson ES-345 (3), Variax Sitar Guitar (1), Martin MC-28 acoustique (2, 5, 8, 10), Martin 12 cordes acoustique (2, 7), Martin MC-38 SH acoustique (4, 7, 11), Martin 0018 'Nashville Tuning' acoustique (11), Fender Stratocaster (2 4, 7), Fender Telecaster (3, 10), Telecaster (7), Fender Stringmaster steel (4-6), guitare portugaise 12 cordes (9), Steinberger GM4T (11), guitares Sho Bud Pedal Steel (11)], mandoline Fender Electric (1) , mandoline Gibson F4 (4)], koto (4), autoharpe (4), duo vocal (2, 4, 7, 11), chant (9, 10)
- Geoff Downes : piano (1, 4, 7, 8), , piano Fender Rhodes (10), orgue Hammond (1, 2, 8, 10, 11), orgue (4 , 6), synthétiseurs (1, 3–5, 7, 9, 11), Mellotron (7, 10)
- Billy Sherwood : basse [Spector (1, 2, 4, 5, 7, 8, 10, 11), Spector fretless (6, 9), Rickenbacker 4001 (3)], chant (5, 6, 10), piano Fender Rhodes (3), claviers (5), guitare acoustique (5)
- Alan White : batterie (1-5, 7-11)

### Musiciens additionnels
- Jay Schellen : percussions
- FAMES Studio Orchestra (2-4)
- Paul K. Joyce : arrangements des cordes
- Oleg Kondratenko : direction de l'orchestre

## Production
- Steve Howe : producteur, ingénieur, enregistrement de la guitare
- Curtis Schwartz : ingénieur, mixage, enregistrement, photographies de sessions
- Simon Heyworth : mastering
- Geoff Downes : ingénieur, enregistrement des claviers
- Jon Davison : ingénieur, enregistrement des voix
- Billy Sherwood : ingénieur, enregistrement de la basse, enregistrement de la batterie et des percussions
- Alen Hadzi Stefanov : ingénieur du son pour l'orchestre
- Teodora Arsovska : Pro Tools
- Roger Dean : pochette, logo
- Doug Gottlieb, Glenn Gottlieb (The Gottlieb Brothers) : conception de l'emballage, photos du groupe
- Gigi White : photographies des séances d'enregistrement